# Barbara Harris
Barbara Harris (født 25. juli 1935, død 21. august 2018) var en amerikansk skuespiller og sanger. Som teenager begyndte hun at spille mindre roller på Playwrights Theatre Club i Chicago. Hendes teater karriere førte til hendes blev tildelt Tony Award i 1967 for sin præstation i The Apple Tree. Hun var også nomineret til prisen i 1962 og 1966. Indsatsen på film betød, at hun blev nomineret til en Oscar for bedste kvindelige birolle i 1972 (for sin rolle i Hvem er Harry Kellerman og hvorfor siger han disse skrækkelige ting om mig?), Golden Globe i 1966, 1976 og 1977 (2 nomineringer) og en Golden Laurel i 1966.

## Filmografi
- A Thousand Clowns (1965)
- Åh far, stakkels far, mor har hængt dig i klædeskabet og jeg er så ked af det (1967)
- Hotel Plaza nr. 719 (1971)
- Hvem er Harry Kellerman og hvorfor siger han disse skrækkelige ting om mig? (1971)
- Krigen mellem mand og kvinde (1972)
- Mixed Company (1974)
- The Manchu Eagle Murder Caper Mystery (1975)
- Nashville (1975)
- Family Plot - den enes død (1976)
- Freaky Friday (1976)
- Lige i stødet (1978)
- The North Avenue Irregulars (1979)
- En mand med ambitioner (1979)
- Second-Hand Hearts (1981)
- Peggy Sue blev gift (1986)
- Nice Girls Don't Explode (1987)
- Fræk, frækkere, frækkest (1988)
- Lejemordernes træf (1997)